# Isabella Toscano
Isabella Toscano is een personage uit de soapserie Days of our Lives. De rol werd gespeeld door Staci Greason van 1989 tot 1992 toen haar personage overleed. Daarna keerde ze nog enkele keren terug als geest.